# 対魔忍RPGの登場人物一覧
対魔忍RPGの登場人物一覧（たいまにんRPGのとうじょうじんぶついちらん）では、LiLiTHが開発・ インフィニブレインから配信されているブラウザ向けソーシャルゲーム『対魔忍RPG』およびその18禁版である『対魔忍RPGX』の登場人物について述べる。
本作は、再創造された『対魔忍アサギ 決戦アリーナ』の世界を舞台に、若き対魔忍・ふうま小太郎が率いる独立遊撃隊と、彼の幼馴染でお家復興をもくろむ二車骸佐一味の戦いを中心に展開される。その一方、「まりの大冒険〜闇の町の怪紳士〜」をはじめとする一部のシナリオは、小太郎以外の人物の視点で描かれている。

## 制作
物語の上で重要なキャラクターのセッティングはシリーズの原作者である笹山逸刀斎が担当しており、自分が手掛けたキャラクターのうち、蛇子や孤路は今までになかったタイプだとインタビューの中で話しており、特にサービス初期のシナリオから登場する蛇子は自分の中では冒険だったとも述べている。
一方で、それ以外のキャラクターについてはセッティングの経緯が異なっており、佐那のようにデザイナーの案がほぼそのまま通ったケースや、フランシスのようにSD演出を前提としたキャラクターデザインが施されたケースもある。
さらに、紫水のように『決戦アリーナ』から継続して登場するキャラクターも存在する。
『決戦アリーナ』同様、シリーズや同社別作などで担当経歴のあるカガミや葵渚など多数の原画家が本作に参加しており、このうちユージ、西條サトル、ほかんの3人はユニットのSDデザインも手がけている。
また、本作で初めて参加したキャラクターデザイナーには、ファウストやライブラリーなど複数のキャラクターを手がけたケースワベ、雑魚キャラクターの一種であるダークガードを手がけたJUNNYらがいる。
サービス開始からしばらくの間、レアリティがR以上のユニットのほとんどは女性だったが、2019年11月14日に初めての男性SRユニットである 穂稀なおが実装された。また、同年11月25日には二人目である上原鹿之助が実装された。さらに、2020年4月2日には、三人目の男性SRユニットとなるライブラリーが高難易度クエスト「決戦“珪遁の対魔忍”」のドロップ報酬という形で実装された。
対魔忍シリーズ以外の作品のキャラクターも本作に登場しており、たとえばLilithの別作品『鋼鉄の魔女アンネローゼ』からは同作のヒロインであるアンネローゼ・ヴァジュラをはじめとする多くのキャラクターが登場している。
また、イベントクエスト「そに子、対魔忍になりまうｓ♪」のように、劇中劇のキャラクターとしてLilithの複数の作品のキャラクターの立ち絵素材が流用されたケースもある。
加えて、同イベントは、ニトロプラスのマスコットキャラクター・すーぱーそに子とのコラボレーションイベントであり、そに子本人も登場している。
さらに、本作には一度限りのゲストキャラクターも登場しており、これらのキャラクターは既存のキャラクターと関連を持たせたり、対比する存在として作られることがあった。
たとえば、レイドイベント「毒も過ぎれば薬となる！？」のボスキャラクターであるマッスルジョーは、シナリオのヒロインである六穂が毒使いであることへの対比として、漫画『聖マッスル』をヒントに、健康で筋肉質な男性として設定された。

## 対魔忍

### 五車学園

#### 1年生
ふうま 小太郎
本作の主人公。五車学園の1年生。異母姉の時子に頭が上がらない。
忍法（邪眼）に目覚めておらず右目が閉じているため、一族から「目抜け」と軽蔑されてきたが、趣味の読書などを通じて培ってきた様々な知識と頭の回転の速さを校長のアサギに高く評価され、独立遊撃隊の指揮官を任される。
小悪党じみた顔つきに反し、誠実な性格をしている。
なお、「小太郎」は本名ではなく代々の継承名である。
セッティング
メイン及びイベントクエストのシナリオは一般向けにも展開することから、小太郎の設定が新しく組まれた。
本作のシナリオライターの一人であるそのだまさきは、小太郎の「気づきによって相手を罠にはめるが得意」という性質が、『対魔忍ユキカゼ』および『対魔忍ユキカゼ2』の主人公である秋山達郎と重複しているうえ、劇中ではゲーム好きの部分がよく描写されており、ゆきかぜにもゲーム好きという設定が追加されたため、達郎の影が薄くなってしまったとブログの中で述べている。また、そのだは2025年1月に投稿したブログ記事の中で小太郎のキャラクター性について、（序盤では）戦闘が不得手な主人公にありがちな敵でも命を助けようとするタイプというよりはむしろ、基本的には敵に容赦しないと語っている。。

相州 蛇子（あいしゅう へびこ）
声：疾風はる
ふうまの下忍出身の少女で、小太郎の親友。小太郎のことを「ふうまちゃん」と呼ぶ。
忍法「獣遁の術タイプ“Devilfish”」を操り、脚をタコの触腕に変化させた上で繰り出す4本の小太刀や、浴びれば3日3晩は「超魚臭くなる」と対魔忍仲間からも恐れられているタコ墨を口から吐いたりして戦う。このほかにも吸盤の感覚器を応用した索敵行動や、筋肉の塊かつ優れた再生能力を持つ触腕による防御やタコ足ジャンプなどの技で遊撃隊を助けていく。また、対魔忍スーツは触腕化にも伸びて対応する。
上原 鹿之助（うえはら しかのすけ）
声：星もえる
小太郎の同級生で、女性的な容姿をしている。骸佐の反乱で命を狙われていたところを小太郎に助けられて以来、独立遊撃隊の一員となった。生体電流を利用する電遁の術を使う。本人は微弱な電気しか使えないとしているが、それを応用して機械の破壊やレーダー役を務める。正義感は強いものの臆病で子どもっぽいところがある。
家のしきたりで、女装させられている。
水城 ゆきかぜ（みずき ゆきかぜ）
声：氷室百合
五車学園の1年生で、新世代の対魔忍として、任務での実績を多くあげている。一方で、自分の強力な雷の制御が不十分であり、武器である二丁拳銃ライトニング・シューターはリミッターとしての役割もある。
元気がいい一方、かなりの負けず嫌いであり、学年1位の成績をおさめるための努力も惜しまない。
当初は、同期生の小太郎が独立遊撃隊に抜擢されたことに対して不満をあらわにしていたため、小太郎からは苦手意識を持たれていた。その後、小太郎達三人と一緒に遅刻を強引に取り消したことがきっかけで、小太郎を見直すようになる以降、彼に対して信頼を寄せている。
父を亡くし、母である不知火が消息を絶って以降は、城のような邸宅に執事と二人で生活していたが、五車預かりとなったクリアやミナサキの妹が新たな家族として加わっている。
なお、凛子の弟である達郎とは友達以上恋人未満の関係にある。
関係者による言及
ライターのひとりであるそのだまさきは、あずさがかかわるシナリオにおいては逸刀流の新人として凛子とともに行動を共にする機会が増えており、その時は小太郎と一緒にいる時よりも羽目を外した行動をとらせていると説明している。
神村 舞華（かみむら まいか）
声：佐倉もも花
五車学園の女子生徒。火遁の術を使うが、制御が不十分であり、自身の得物である砲「冥途バズーカ」はリミッターとしての機能もある。
硬派を気取るヤンキー気質だが、ギャルファッションに憧れており、自室にはかわいらしい小物が多数置いてある。実技試験で小太郎とチームを組んで以降は、彼に一目置いている。また、鹿之助に思いを寄せられている。
弓走 颯（ゆばしり はやて）
声：御苑生メイ
五車学園の女子生徒。弓の名家として知られる弓走家の跡取り娘であり、自身も達人級の弓の腕を持つ事に加え、風遁の術を使う。厳しく育てられた結果、生真面目な性格をしており、そのことについて悩んでいる。
獅子神 自斎（ししがみ じさい）
声：榛名れん
五車学園の学生で、超常的な存在・忌神の力を借りる忍法・神遁の術を持つ。術を発動させると両目に神の気が宿り、見つめた相手に祟りを起こす。無差別攻撃という術の性質上使える場面が限定されており、通常の戦闘では逸刀流の剣術を用いる。また、同様の理由で日常生活ではマスクをしており、他人との交流も控えている。
なお、自斎という名前は父から受け継いだものであり、出生名は銀華である。
篠原 まり（しのはら まり）
声：藤井ねここ
小太郎たちとは別のクラスの風紀委員で、同級生の七瀬舞、望月卯奈は友人。また、風紀委員繋がりで蛇子とも仲が良い。怪力の持ち主で土遁の術の使い手。明るい性格の持ち主だが、少しドジでおっちょこちょいなところがあり、早合点してトラブルを招くことも多い。
七瀬 舞（ななせ まい）
声：義仲愛
紙を操る「紙気使い」として知られる対魔忍。本好きで、好きだった漫画が焔と同じだったことから、彼女と親しくなる。まりとは同じクラスだが、なぜか「まりちゃん先輩」と呼ぶ。
無口である一方、意地っ張りなところがある。
望月 卯奈（もちづき うな）
声： 高梨はなみ
五車学園の生徒で、身体の一部をウサギに変化させる力を持った獣遁の術を用いる。
強力な脚力と聴力から斥候と期待されている一方で、孤独に対するストレスに弱いため、教師からは長時間の単独任務には不安が残るという評価を受けている。
また、忍法の性質上足が太くなってしまうことを気にしている。加えて、術の性質上膀胱が小さいため頻尿である。
磯咲 伊紀（いそざき いのり）
声：かりんとうか
小太郎の同級生。小太郎に片思いをしており、結ばれるためには手段を択ばない。
西園寺 爆斗（さいおんじ ばくと）
五車学園の学生。小太郎とは同学年で隣のクラス。異能系忍法・発火の術の使い手。見た目はクラシカルな不良スタイルで暴走族の総隊長でもあるが非常にまじめな性格をしており学業も優秀。アミダハラに駐屯する火遁衆玖番隊・隊長を務める西園寺炎斗を兄に持つ。
綴木 みこと（つづるき みこと）
声：鹿瀬紫卯
五車学園に通う学生対魔忍で、忍法には覚醒しておらず、武芸や運動は不得意である。特殊なデバイスを使ったハッキングが得意だが、デバイスが無ければその力は下忍にも遠く及ばない。

#### 2年生
喜瀬 蛍（きせ ほたる）
声：沢代りず、水純なな歩（【清秋澄天】喜瀬 蛍以降）
五車学園の女子生徒で、蛇子らの先輩に当たる。明るく礼儀正しいため、皆からの人気が高い。触れた物の重量を変化させる異能系忍法・テレキネシスによって、大きな戦斧を操る。

#### 3年生
秋山 凜子（あきやま りんこ）
声：北板利亜
五車学園の3年生で、ゆきかぜの幼なじみ。気高く厳しい性格だが、弟である達郎や友人のゆきかぜに対しては甘い。学校では異性に興味を示さないことから、同性愛者との噂が立っている。
対魔剣術・逸刀流に加え、空間跳躍を主とする忍法・空遁の術を使う。なお、安全上の観点から空間跳躍は視界内に限られているが、「アミダハラ監獄」にて位置と角度を把握できるGPS装置と併用する形で、400メートル以内であれば視界外からの正確な空間跳躍を実現した。
紫藤 凜花（しどう りんか）
声：疾風はる
五車学園の生徒で、ふうま八将の一つ・紫藤家の出身である。幼なじみである凜子とあわせて「対魔忍の二凜」と呼ばれている。また、身体を煙に変える「忍法・飛び紫煙」と、魔界のレアメタル・オリハルコンで出来たナックルで戦うことから、「鬼腕の対魔忍」の異名を持つ。
鬼崎 きらら（おにさき きらら）
声：白瀬ほなみ
小太郎達の先輩。霜の鬼神の異名を持つ高位鬼族の母・ラグナロクと、対魔忍の父を持つ。だが、父が母を殺して以来、父を含む男に対する嫌悪感を持つようになった。同様の理由で、エウリュアレーとの交戦するまでは、父から受け継いだ忍法「変わり身の術」を使おうとせず、普段は母親から受け継いだ冷気を操る能力で戦っている。
鏡で見たときの自分の頭の角と巨乳が牛のように見えるため、普段は角の部分をツインテールとリボンで隠している。
商品化
レイドイベント「恋と友情のハロウィンナイト」にて登場した際のデザインを基にしたフィギュアが2024年に発売される予定である。
穂稀 なお（ほまれ なお）
声 ：三十三七
五車学園の生徒で、小太郎たちの先輩にあたる。光を集める忍法・光遁の術「集光」を得意とする。端整な顔立ちに加え、かわいいからという理由で女物の服を好んでいることもあり、よく女に間違えられる。
死々村 孤路（ししむら ころ）
声：いねむりすやこ
なおや鶴の友人。声が小さいため無口だと勘違いされがちだが、実際は話し好きである。また、話している言葉は小太郎には聞き取れないものの、蛇子やなおといった周囲の人間には聞き取れる。
生きている者や死んだ者から魂の情報を読み取る魂遁（こんとん）の術を使う一方、戦法は逸刀流による居合術を中心とする。
氷室 花蓮（ひむろ かれん）
声：民安ともえ
五車学園の三年生で、風紀委員長を務めているほか、既に任務の経験を重ねている。忍びの名家・氷室家の出身であり、素行は良いものの、規律に厳しく融通が利かない性格の持ち主。氷遁の術を使う。
清水 神流（しみず かんな）
声：卯眠ざくろ
五車学園の生徒で、小太郎たちの先輩にあたる。氷遁の術の使い手であり任務経験もあるが、強すぎる力を抑えるために任務中は杖を用いる。七瀬舞と仲が良い。また、米連から派遣されたケイリーのチューターを務める。小柄な体格の割に大きな胸にコンプレックスを抱いている。

#### 教師・職員
井河 アサギ（いがわ アサギ）
声：なかせひな→蒼乃むすび(【対魔新年】井河アサギ以降)
対魔忍部隊の総隊長で、五車学園の校長でもある。二車骸佐の反乱の真意を唯一見抜いて救援に来た小太郎に切れ者の片鱗を感じ取り、まだ生徒かつ忍法に目覚めてもいない小太郎に異例の大抜擢ともいえる独立遊撃隊の指揮官になるよう命じる。
ZEROアサギ
声：高梨はなみ
若いさくらの世界におけるアサギ。五車学園への入学を拒否し、独自で魔族との戦いにのぞんでいる。
井河 さくら（いがわ さくら）
声：黒岩心々
アサギの妹にして、五車学園の教諭で、動物の対魔忍たちの世話係でもある。若いさくらの騒動のあとに実施されたクラス替えにて、小太郎たち独立遊撃隊の面々とゆきかぜの担任になる。
姉よりもおおざっぱで自由奔放だが、姉と同じく正義感や責任感を持っている。
影を操ったり、影の中を移動したりする影遁の術を使うほか、二振りの小太刀を使う。
第二部では、五車東京キングダム支部こと「ストレイ・キャッツ」の代表となった。
若いさくら
声：黒岩心々
過去の並行世界におけるさくら。五車学園の学生。アルサールを抹殺した結果“小太郎たちの元の世界”に取り残されてしまい、小太郎の家に居候するようになる。
小太郎が入浴中であるにもかかわらず、平気で風呂場に立ち入るなど、友人としての付き合いと性的な感覚が乖離している一面を持つ。
八津 紫（やつ むらさき）
声：水瀬沙季
五車学園の教諭で、さくらの相棒。考え方が力任せであること、敬愛するアサギのことになるとしどろもどろになることを除き、対魔忍としては優秀である。
忍法・不死覚醒による高い再生能力に加え、大きな斧を武器として用いる。
桐生 佐馬斗（きりゅう さばと）
魔界由来の医療技術を持つ外科医で、「魔科医」の異名を持つ。当初はノマドに協力していたが、紫によって討伐された後、彼女の細胞と妖魔の死肉を組み合わせる形で復活を果たす。その後、捕虜という形で、五車学園敷地内の森の地下にある本部施設に勤務している。紫に対して執着心を見せており、対魔忍側についているのもその一環である。また、同業者である姉の美琴には逆らえない。
リノア・セリング
声：藤色朔
佐馬斗の助手。もともとは米連出身の科学者だったが、母親を人質にとられ、魔界の門の操作の研究に従事させられていたところ、アサギの指示を受けた五車対魔忍に助けられ、母子ともに五車の保護下にある。クラゲ型予知ロボット・ラプラスを通じて、事象を魔法として再現する技術を有している。
高坂 静流（こうさか しずる）
声：花南
潜入任務をこなす対魔忍で、植物を操る木遁の術を使うことから、「花の静流」の異名を持つ。2つの博士号を含む様々な知識を持っていることに加え、6か国語を話すマルチリンガルであり、五車学園では英語教諭を務めている。このほかにも、情報収集の一環としてヨミハラで店を経営するなど、様々な活動をしている。
温和な性格であると同時に、気に入った生徒をからかう茶目っ気を持つ。また、自らの色気を情報収集に役立てている一方、色気ゆえに目立ってしまうことにも悩んでいる。
商品
ストーリーイベント「バニートラップ」に登場した時のデザインを基にしたフィギュアが2024年に発売予定である。
上原 燐（うえはら りん）
声：中野志乃
鹿之助の従姉。雷遁の術の使い手であり、術を発動する際に電気が走るように身体が光り輝くことから「電輝」の異名を持つ。五車学園では臨時教師として野外戦の授業を受け持っており、鬼教官として知られている。
斉藤 半次郎（さいとう はんじろう）
五車学園で現代社会の授業を教えている教師。非常に几帳面な性格。
その正体は連続殺人鬼であり、自分を選ばれた超人であると考え、自身が「貴人」とみなすアサギを殺すことを最終目標としている。それ以外の人間に関しては「畜群」と呼んで見下しており、間引くべき存在だと考えている。また、アサギの妹であるさくらのことを嫌っている。
人遁の術の使い手であり、術で双子の弟の半三を自らの身体に閉じ込めてこき使っていたが、小太郎たちとの対決時に裏切られ、死に至る。
沼津 彦四郎
五車学園の用務員。弾正の反乱で叔父の山畔を失って以来、弾正の息子である小太郎に恨みを抱いていた。泥遁の術の使い手であり、泥人形を生み出すことができるほか、自分の身体を泥に変えることも出来る。心臓は泥に変えることが出来ず、「五車に潜む悪」の結末では心臓を撃たれて死亡した。

#### 卒業生
上月 佐那（こうづき さな）
声：和葉
五車学園の卒業生で、町で唯一の居酒屋「さな」を経営している。根はまじめな努力家だが、無頼を気取るためにパチスロや喫煙・飲酒をたしなむうちに本当の趣味となっている。酔う度に神霊の加護を受ける酒遁の術を使うほか、逸刀流の師範代でもある。
在学中は風紀隊に所属しており、卒業後も風紀隊の間では情報通として知られている。
眞田 焔（さなだ ほむら）
声：疾風はる
火遁衆3番隊筆頭を務める対魔忍。戦闘狂で、任務から帰還した際は、五車学園に行って戦闘訓練を吹っかける。ただし、だれかれ構わず襲うわけではないため、教師陣の間では問題視されていない。
柳 六穂(やなぎ むつほ)
声：瀬名ゆず希
五車学園の卒業生で、毒使いの名手の出身。自らの身体で覚えて毒を生成できるようにするため、生まれた時から毒を摂取してきた。自身の持つ毒の強さから、一族の男相手でも子を成すことが出来ないと言われているものの、心の底では普通の恋愛に憧れており、結果として鬱屈した性格になっている。一方で、自らの非を認めるなど、素直な一面もある。
星乃 深月（ほしの みつき）
声：疾風はる
五車学園の卒業生で、風遁の術を使う。六穂とは同級生。
仲森 奈々華（なかもり ななか）
声：葉月あかり
五車学園を卒業したばかりの対魔忍で、前向きである一方、あまり深く考えない。彼女の持つ忍法・鉄壁覚醒は自らの肉体に高い回復能力と耐久力を付与するものであり、似たような忍法を持つ紫を尊敬している。あこがれの紫に追いつくために日々厳しい鍛錬に励んだ結果、怪力を持つようになった。
霧原 純子（きりはら じゅんこ）
声：いねむりすやこ
政府から米連へ派遣されている対魔忍。雷遁の術を使う。物腰が柔らかく対応が丁寧な事から信頼が厚く、後輩や米連の兵士たちからも頼られてい
る。米連への派遣は戦力強化を名目としているが、政治的な目論見もあり水面下での探り合いには神経を尖らせている。

#### その他・学年不明
天宮 紫水（あまみや しすい）
声：あかしゆき
小太郎が学園の図書館で出会った少女であり、会話を交わすまでは図書子さんと呼んでいた。
『決戦アリーナ』における天宮紫水と同一人物であり、小太郎の魂にくっつくような形で本作の世界に現れたため、小太郎以外の人物からは認知されない。また、小太郎の魂の記憶の影響で図書館以外の場所へ移動することはできないものの、もともと本好きだったため、あまり気にしていない。
鳳 朱華（おおとり しゅか）
声：新山ゆうき
小太郎達の先輩。対魔忍では珍しい、ふうま一族以外の邪眼持ちであり、彼女の持つ「先望眼」は対象の近い未来を見ることができる。
生真面目な性格で、日々鍛錬を積む一方、友人たちとの交流は少ない。
黒田 巴（くろだ ともえ）
声：青葉りんご
五車学園の学生で、近接戦闘を得意としている。武道の名家の出身であり、長年の鍛錬で実戦経験の不足をカバーしている。
生真面目な性格である一方、戦闘教官である蓮魔零子を崇拝している。
由利 翡翠（ゆり ひすい）
声：疾風はる
小太郎たちの先輩にあたる対魔忍。戦闘で相手と攻撃を交わすたびに、敵の力を吸い取る忍法・合食の術の使い手。仲間思いではあるが普段はぼんやりしていることが多く、餌付けした野鳥と戯れるのが趣味。
死々村伝治
火遁衆肆番隊筆頭で、孤路のいとこにあたる。

### ふうま宗家
ふうま 時子（ふうま ときこ）
声：宮森ゆう
小太郎の異母姉で、小太郎の執事であると同時に保護者でもある。また、五車学園では教師も務めている。
邪眼・千里眼という忍法により、離れた場所まで視界を飛ばすことができるほか、遠くにあるメディアを読み取ることもできる。白兵戦にもたけており、苦無投げの達人でもある。
また、五車町入りの経緯を描いた第一部チャプター17「AD2068」では、奥義・西方龍王浄天眼で敵の死霊を焼く場面がある。
弾正の妾腹の娘にあたり、生後間もなくふうま家の執事の家へ養子に出された。
開発スタッフによる言及
笹山逸刀斎は自身のTwitterの中で、「AD2068」の演出担当者から、同シナリオにおける彼女の年齢が11歳と明言されていることについて聞かれた際、Hシーンがないから大丈夫だと答えたと明かしている。
佐郷 文庫（さごう ぶんご）/ライブラリー
声：愛川龍之介
弾正の元側近の一人。弾正の反乱に協力し、五車対魔忍に敗れた後、復讐心を胸に米連に亡命し、特務機関"G"にてサイボーグ兵士となった。"G"の一員として活動していた時は娘・鶴のことを顧みなかったものの、娘を骸佐による反乱で亡くした際は戦うことへのむなしさをおぼえ、組織を脱退する。その際、技術流出を懸念する"G"から追手を差し向けられたため、日本へと亡命し、小太郎らと会うまではヨミハラに潜伏していた。その後、アサギの計らいによって死を偽装されて五車に保護され、再びサイボーグ化手術を受ける。ライブラリーと名を改めた後、ふうま一門のうち小太郎に忠誠を誓った者達を集め、五車町を警備するための御庭番を結成した。
もともとはストイックすぎる性格故に周囲から人望のなさを指摘されていたが、弾正の計らいにより出雲きぬを副官として迎え入れたことで考えを改め、結婚して鶴をもうけた。
自身が持つ忍法・珪遁の術は、全身を水晶と化して、光学迷彩状態を作り出すものである。
ふうま 弾正
ふうま宗家の先代当主で、小太郎と時子の父。"G"と組んで対魔忍に反乱を起こすが、アサギ率いる五車対魔忍軍によって討ち死にする。
ふうま 災禍（ふうま さいか）
声：有賀桃
弾正の元秘書。戦闘で両足の機能を失った際、弾正に助けられたのち、米連でサイボーグ式の義足を授けられた。
弾正の裏切りには加担せず、ふうま宗家とも距離を置いていた。
左目が邪眼となっており、視線の合った者の意識を乗っ取って幻覚に閉じ込める術を使う。
ふうま 天音（ふうま あまね）
声：一ノ瀬さくら
弾正の元執事で、小太郎たちの親戚にあたる。幼少期から弾正に重用される形で戦場に出ており、弾正が反乱を起こした際は執事として彼に協力した。
しばらく弾正の遺児である小太郎を主として認められず、鉄華院 卍鉄率いるふうま抜け忍衆の一員として活動していたが、卍鉄のやり方に反発して脱退したところを若き日の小太郎に助けられる。以来彼の執事を自称しており、時子よりも自分が優秀だと考えている。執事同士の対立がお家騒動に発展するのを防ぎたいというアサギの意向により、よく他機関への出向を命じられている。
触れた物体の運動エネルギーを奪う邪眼・動転輪を有しており、邪眼で蓄えたエネルギーを自分で利用できるほか、左手のサイボーグアームから放出することもできる。
石川 あむ（いしかわ あむ）
声：立花沙羅
ふうま一門に仕える下忍の出身で、学園では小太郎の後輩にあたる。完全に存在感を消せる希少な忍法・石遁の術“路傍石”の使い手だが、人見知りで恥ずかしがり屋な性格もあり、忍法を使うまでもなく存在感がないとも言われる。その存在感のなさと努力と根性を対魔忍ライブラリーに認められ、ふうま宗家御庭番の壱番隊筆頭に抜擢された。
出雲 鶴（いずも つる）
声：葵時緒
対魔忍ライブラリーこと佐郷文庫の娘。二車反乱の際に殺人鬼・斎藤半次郎に囚われ四肢を切断されるなど数々の惨憺たる責め苦を受けていたが風紀隊と小太郎に救われた。その恩に報いるため小太郎の専属メイドに志願する。無機物から機巧を生成し使用する“機遁の術”使いで、サイボーグ義肢を自在に変化させる戦法を取る。

### 心願寺家
心願寺 幻庵（しんがんじ げんあん）
心願寺 紅の祖父で、水遁の術で生成した水の刃を使った剣術を使う。
かつてはふうま八将の一人だったが先の反乱で弾正についたことにより失脚し、ふうまの里を去った。また、高齢であることと肺の持病を抱えていることから、山中にて隠居している。
心願寺 楓（しんがんじ かえで）
幻庵の娘で、紅の母。

### その他ふうま一門関係者
鉄華院 卍鉄
→#鉄華院卍鉄。

### 井河家長老衆
鴉野 魎馬（からすの りょうま）
アサギが井河家の当主になる前の時代、井河家の長老衆に仕えていた人物。触れた者の生命エネルギーを奪って殺す死霊を使役する異能系忍法・死霊舞の使い手であり、ふうま一門をはじめとする名門との戦いで戦果を挙げてきた。
井河 影臣
→#井河影臣
葉取 星舟（はとり せいしゅう）
扇舟と主膳の実母にして、アサギとさくらの祖母。井河家の執事兼長老衆の筆頭として、井河家を支配していた。
禹歩と呼ばれる特殊な歩行術による呪術系忍法・星遁の術の使い手であり、クーデターを起こした時点での実年齢は80歳であるにもかかわらず、忍法を用いて他者から生命力を吸い取る形で若さを保っている。
井河 扇舟（いがわ せんしゅう）
星舟の実娘で、主膳の姉であり、アサギの伯母にあたる。毒手の使い手。
艶川 百之介
井河家長老衆の元構成員。ユーリの両親を殺した際、ユーリの母の最期の抵抗によって認識障害に陥る。その状態のまま報告したため、身内から疑われた挙句、拷問を受ける。そして、ユーリを自らの人生を狂わせた存在とみなし、彼女への復讐を長年の悲願としていた。その後、卍鉄と出会ってユーリの母の魅眼を移植してもらうが、適性がないことから魅眼の効果は得られないものの、ユーリの魅眼への耐性がつく。また、米連に渡った際に整形手術をしており、アンディ・ウォーレンという偽の身分も手に入れた。

### その他五車対魔忍関係者
山本 信繁
対魔忍たちを管轄する組織・内務省公共安全庁調査第三部〈セクションスリー〉の部長。アサギの上司にして理解者であり、彼女と共に現在の対魔忍の制度を作った。
容姿は『対魔忍アサギZERO』のものをもとにしている。
元軍人であり、台湾危機の際は海上自衛軍少佐として作戦に当たった。
時来善鬼
水城家の執事を務める老人。自らのアンデッド化と引きかえに、死霊たちを操る冥遁の術を使う。
ゆきかぜとクリアをかわいがってくれる一方、ボケかけており、ゆきかぜを守ろうとするあまり来訪者を攻撃してしまうことがある。
クリア・ローベル
声：梅原亜衣
魔にあらがう存在として生み出された強化人間の少女
粒子で出来たブレード・シンイとシールド・カムイを手に戦う。"タイプヒーロー"というコードネームが割り振られているが、勇者ほどの責任感はなく、本来の性格は子供じみている。
村雲 源之助
凛子のかつての兄弟子。自分の顔を隠すため、常に鬼面（顰）を被っている。逸刀流の剣士であると同時に、魔性の糸を以て他者を操る忍法・傀儡の術の使い手でもあり、複数人を連携して操ることも可能とする。一方で、仲間を捨て駒にする戦法を多用した結果、仲間内で孤立するようになり、自らの強さを求めた結果、使者を操る忍法・死霊傀儡に手を出して破門される。
余命いくばくもない中で、凛子との手合わせを熱望し、ついにはバルド・バルドによって身体を魔性に作り替えてもらったうえで手合わせを実現させるも、敗死する。
陽炎
声：鹿瀬紫卯
源之助の恋人。性交によって子宮内で治療薬を生み出す「回春の術」を使うが、術の酷使によって子宮が変質したため、通常の妊娠ができない身体となっている。
小太刀を武器に、源之助から教わった逸刀流で戦うが、腕前は中くらいである。
八津 九郎（やつ くろう）
紫の兄で、アサギの側近。盲目の対魔忍。妹と同じく異能系忍法“不死覚醒”の使い手。
沙耶NEO
声：川瀬ゆづき
米連の組織・特務機関"G"の施設から脱走した人造魔族の少女。龍門が対魔忍の少女を魔族化させる形で生み出した人造魔族・沙耶の細胞をもとに開発されたが、実験の途中で凶暴化し、脱走の末に五車に保護される。
なお、彼女の脱走後もGは人造魔族の開発を続けており、チャプター47ではその完成形であるリザレクションが登場している。
ユフィ＆ソフィ
声：有賀桃（ユフィ）＆三十三七（ソフィ）
米連が様々な種族を掛け合わせて生み出した人工魔族の姉妹。身体能力は鬼族に由来しているが、吸血鬼の能力も受け継いでいる。姉のユフィは髪が長く、常に目を閉じている。妹のソフィは髪が短く、戦闘を得意とする。
巌 丈太郎
五車対魔忍・火遁衆捌番隊の筆頭。伍番隊の元筆頭である丈虎を兄に持つ。

## 米連

### DSO（防衛科学研究室）および協力者
甲河 アスカ（こうかわ アスカ）
声：手塚りょうこ
甲河家の当主である女サイボーグ。「マダム」こと仮面の対魔忍に保護され、彼女と共に米連のDSO（防衛科学研究室）に所属している。独立遊撃隊としての初任務に臨む小太郎たちに加勢して以来、小太郎達と顔見知りになる。
サイボーグ由来の兵装に加え、風遁の術を使う。
仮面の対魔忍
声：児玉さとみ
DSOの日本支部の代表で、東京キングダムにあるクラブという体の娼館“ペルソナ”のオーナー兼情報屋として活動しながら、小太郎やアスカ達に様々な依頼をしている。
その正体は朧の肉体の本来の持ち主である、甲河朧である。弾正の反乱から数年後にエドウィン・ブラックが甲河一族を殲滅した際、忍法・心転移によって他の肉体に乗り移った。その後米連に渡り、ブラックと敵対関係にあるDSOと協力関係を結び、魔界技術の流出の防止に力を注ぐ傍ら、彼に復讐することを目指している。その一方で、人間を兵器として扱うやり方については否定的に捉えている。
黄泉 秋津
声：木多野あり
魔界の忍である魎魔忍の少女。仮面の対魔忍とは協力関係にあり、龍門襲撃に伴うゾンビ発生の際は案内役を務めた。蜘蛛夜叉と呼ばれる、四本の腕のついた魔装具を身にまとっているほか、対象のDNAを取り込んで探索するクモ型の装置も有している。
アンジェ
声：三十三七
DSOの連絡員である少女。魔族や対魔忍の能力が移植された強化人間でもあり、背中から出る多数の触手による戦闘を得意とする。大人に囲まれて育ってきたことから、素直に自分の意思を伝えることを苦手とする。彼女の非公認ファンクラブ「A・B・G」 (Anje Body Guard) が存在しており、メンバーには米連関係者だけでなく魔族や対魔忍もいる。
『つながる想いとバースデイ』においては、社会勉強として複数のアルバイトを掛け持ちしていることが語られている。
ドナ・バロウズ
声：叶みゆき
米連の対魔族兵士で、右腕を機械化している。DSOの正式な要員ではないが、彼女の右腕はアスカの予備パーツを元にしており、メンテナンスのためDSOに出入りしている。腕の機械化によって味覚障害を起こしている。また、「勇者の憂鬱」では、魔族の肉体を組み込んだ重力制御兵器グラビティを試験運用しており、神経の混乱をはじめとする身体への負荷も受けている。本人は割り切った性格をしており、これらの負荷についてはあまり気にしていない。
ケイリー・マイヤーズ
声：蒼乃むすび
米連が作成した人造生命体。人工的に発電する力で雷遁の術を使うが、彼女が成長するにつれてその力は強大になるため、四肢が機械に置き換えられている。
五車学園に生徒として派遣されている。

### 特務機関"G"
ヘスティア
特務機関"G"のサイボーグ。関西弁でしゃべる。圧倒的な火力を持つ一方、武装難民に扮して接近してきた小太郎達の正体を見抜くことなく、聞かれたままに自分たちの目的を話してしまうなど、頭の悪いところがある。
ジレーネ
"G"に所属するサイボーグ戦士。高周波の声を出す能力を有しており、その声を用いて超硬度金属製のチャクラム「バトルソング」を操作する。
シルバースカル
"G"に所属するサイボーグで、人造兵士製造実験を行う偽装研究船・エスペランサ号の管理者を務めていた。水を操る能力による毒霧や高圧放水などを行う。

### その他米連関係者
NO.16ソニア
声：蒼桐かこ
米連出身の大量殺人犯で、逮捕されるまでの間に人間・魔族問わず、100人以上を殺してきた。死刑判決を受けた後、司法取引により人体実験の被験者となり、中級魔族並みの肉体を得た。その後は米連からの指示で殺人の仕事をしており、多額の報酬を受け取っている。
アイナ・ウィンチェスター
声：榎津まお
魔族ハンターであり、傭兵としても活動している。米連の依頼を受けてリゾート地へ潜入捜査に来たところを小太郎と知り合う。
米連議員の両親を殺され、自身も右目をえぐられたのち魔族の目を移植される。自身の武器であるバスターシューターは、この目から供給される魔力を利用するが、普段は眼帯で隠している。
商品
ストーリーイベント「あぶないサマービーチ」に登場したときのデザインをもとにしたフィギュアが、2023年にMouseUnitから発売された。
A-66・ルーナ
声：魔希子
米連の魔界技術否定派が生み出した半人工生命体の少女であり、A-66というコードネームは、彼女が66作目の半人工生命体であることを意味している。兵器アルテミスの制御ユニットという位置づけであり、脳の処理能力をアルテミスの制御に優先しているため、情緒は乏しい。また、全体の4割が機械化されており、自分が兵器の一部であることについては疑問を抱いていない。
ルネ
声：宮森ゆう
米連の特殊兵器開発責任者で、巨大ロボット兵器・ジェネラルハロウィンの開発者。
予算を湯水のように傾向にある。

## ノマド

### エドウィン・ブラックとその関係者
エドウィン・ブラック
ノマドの代表を務める吸血鬼で、紅の父。
転生した際、自分の持っていた「不死性」がふうま小太郎に渡ってしまい、それと引き換えに「命」を得たことで、他者に対する思いやりの感情を得、はみ出し者たちの国として「ノマド」を作った。
心願寺 左京
ブラックの盟友で、米連にあるノマドのフロント企業"Zero Nation"の会長を務めている。
幻庵の異母兄弟の息子だが、自身は陰陽師となった。機械を式神として運用する陰陽術にたけており、術で生み出した機械人形の伽羅と行動を共にしている。
槇島仁右衛門
あやめの父で、左京と行動を共にしている。
フェリシア
声：木多野あり
エドウィン・ブラックと人間の女性の間に生まれた吸血鬼の少女。幼い見た目に反して狂気に満ちた性格をしており、父の寵愛を独占するために、生みの母や血を分けた姉妹たちを皆殺しにした。父親からはそのことで認められ、愛されているが、父親の配下としてふるまうことはなく、自由気ままに過ごしていることが多い。吸血鬼由来の再生能力や高位魔族並みの魔力に加え、触れた者を腐敗させる「影の刃」という武器を召喚する能力を持つ。
若いさくらの世界では、父親とともに初詣に行くという願いをかなえるために「瑞獣の儀」に参加していたが、途中で父親から連絡が入ったため、「瑞獣の儀」を抜けた。
ユーリヤ
声：北坂利亜
エドウィン・ブラックの直属の部下である暗殺者。
スネークレディ
声：佐倉もも花
ノマドが運営するカオス・アリーナの女主人であり、その正体はナーガ族の族長の一人である。次元侵略者騒動後、フュルストによってさらわれた蛇子をカオス・アリーナの奴隷闘士に仕立て上げ、小太郎を誘き寄せた。
キイ
淫魔族の大幹部イシュタルの弟で、エドウィン・ブラックの屋敷で執事として働いている。ブラックへの忠誠心は強い一方、ミスマリンの行動に頭を抱えている。
ミスマリン
エドウィン・ブラックの寵愛を受ける謎の少女。メイドとしても働いているが常識に欠けており、通りすがりのオークを食用目的で捕まえるなど、キイの悩みの種となっている。

### フュルスト一派
フュルスト
ノマドの幹部であり、佐馬斗の師匠筋に当たる。
養護教諭・室井 光彦として五車学園に潜入していたが、骸佐による反乱の際、骸佐に協力していたことを明かしてその場を去る。以降蛇子を誘拐するなど暗躍する。 魔科医としての確かな腕を持つ一方、戦闘はあまり得意ではない。
ニールセン
フュルストに仕える四天王の一人。沙無羅威ニールセンの異名を持つ。妖刀・天ノ弱を操る剣士。東京キングダム五強の一角「沙無羅威」を率いる。
シームルグ
フュルストに仕える四天王の一人。“忍獣”シームルグの異名を持つ。梟の獣人。もともとは獣王会の構成員だったが、トラジローとそりが合わず、フュルストの部下となった。
オロバス
フュルストに仕える四天王の一人。魔騎オロバスの異名を持つ。半人半馬の魔族で巨大なメイスを武器とする。
ヴィネア
フュルストに仕える四天王の一人。のっぺらぼうのような風貌をしている。“不明の魔女”ヴィネアの異名を持つ。

### ノマド騎士軍
イングリッド
声：榊木春乃
ノマドの代表エドウィン・ブラックの秘書兼護衛。
厳しい性格ではあるものの、部下を大切にしており、エレーナのように戦闘を不得意とする者であってもフォローを欠かさない。また、遠戚であるドロレスのことも大切にしている。
リーナ
声：烏丸そら
イングリッドの部下。正義感が強いが、だまされやすい。春先の掃討戦が評価され、振れば高密度の魔力の花びらを放つ魔剣サクラブロッサムを授けられる。
エレーナ
声：このえゆずこ
ノマドに所属する魔術師で、睡眠に関する魔術を得意としており、普段はヨミハラでその魔術を用いた商売をしている。その一方で、臆病な性格故に戦闘は不得意である。
群れで生活する種族の出身だが、群れからはぐれる形で人間界に来てしまったところを、ノマドに拾われた経緯を持つ。
ドロレス
声：民安ともえ
イングリッドの遠戚にあたる少女で、ヨミハラにある彼女の家に同居している。2人の兄や1人の姉と比べて才能に恵まれず、実家から勘当されたところをイングリッドが引き取った経緯を持つ。ネットに依存しており、常にスマートフォンを持ち歩いている。
呪いを操る力を持ち、ヨミハラで熱病が流行した際はその能力を生かして原因を特定した。

### 朧忍軍
朧
声：児玉さとみ→降沢れい(【凄惨なる女王蜂】朧以降)
ノマドの幹部であるくノ一。キャラクタープロフィール等では対魔忍・甲河朧の肉体をフュルストが改造した結果誕生した存在であるなどと原作に準拠した記載があるが、イベント「ヨミハラサイドストーリー」に於いて幼い頃に死霊卿テウタテスから魂を抜かれ、それを人質にして働かされているというストーリーが展開されており、本作においては設定が変更されている可能性がある。
ノマドきっての武闘派幹部で「ノマドの女王蜂」「嗤う邪悪」などの異名を持つが、縄張りであるスラム地区で特に子供を密かに保護しており住人からは親しまれている。
おぼ猫
朧がスラムで拾った猫。ユーモラスな毛並みで人をくったような顔をしている。
インティライミ
朧の部下。
ローゼン
朧の部下であるナイフ使い。

## ヨミハラ
ノマドの関係者については#ノマドを参照。

### クローンアサギとその協力者
クローンアサギ
声：なかせひな→蒼乃むすび（2021年以降）
中華連合が生み出したアサギのクローンの生き残りで、ヨミハラにて便利屋兼探偵業を営んでいる。自らの出自に悲観し、死を考えていたところを"G"に引き取られる。"G"によってサイボーグ化した際、オリジナルにあった「正義感」も芽生え、"G"から脱退する。
「ネメシス」と呼ばれる、機械化された両腕からもたらされる特殊な重量場を生かした戦法をとる。美琴からのサポートにより行動を継続できているものの、高度な技術を要するメンテナンスには多額の費用がかかる上、「クローンアサギの事件簿」にて居候の人数が増えたため、家計は火の車である。
ふうま 亜希（ふうま あき）
声：中野志乃
右目に邪眼“死裂”を持つ対魔忍で、クローンアサギの事務所に居候しているた。この邪眼は小さな傷を致命傷に感じさせる暗示を相手に与え、死に至らせる性質を持つ。
ふうま宗家の分家筋の出だが、一族の政争には関わっておらず、弾正の反乱においても中立的な立場にあった。前述の境遇や邪眼の性能から、他の対魔忍から避けられているものの、本人は細かいことを気にせず、ただ魔族を倒すことしか考えていない。
ナーサラ
声：三十三七
異界出身の知的生命体で、少女の姿をしているが、姿を変えることが出来る。自分にとって未知のものを取り込む性質を持ち、好奇心が旺盛である。その一方で、敵意を向けられたときは徹底的に攻撃する。生物的な感情は少なく、訥々としたしゃべり方をする。
「クローンサイボーグの事件簿」にて、邪神の復活を阻止するためにヨミハラに来ており、最終的にクローンアサギの事務所に居候した。
ミリアム
声：姫川あいり
魔界出身の魔女。かつては強力な魔力を持っていたが、対魔忍との戦いの中で魔力の大半を封印されてしまったため、少女の姿に戻っている。封印された魔力を取り戻すべくノマドに身を寄せていたが、後に脱退し、クローンアサギの事務所に居候している。また、尊大な口調である半面、性格は子どもの時に戻っており、子ども扱いされると機嫌を悪くする。
魔力の大半を封じられた状態でも、低級魔族を倒すぐらいの魔力は残っており、使い魔であるシロとクロに魔力を込めて放つ戦法をとる。
なお、ミリアムは偽名であり、本名はケリドウィンである。
桐生 美琴
魔科医の女性で、佐馬斗は弟に当たる。"G"を脱走したクローンアサギのメンテナンスを行っているが、メンテナンスと引き換えに危険な依頼を吹っかけてくるため、クローンアサギを困らせている。顔が広く、クローンアサギ以外にも、アスタロトと親しい。
右腕には異界の神話級の鬼神の腕が右腕に移植されており、これを用いた居合を得意とするが、一度発動させると再び使えるまでに時間がかかる。
フランシス
声：須天ちよこ
鬼族の女性。大の酒好きであり、酒代のためにセンザキでマフィアを率いていたが、度重なる抗争に嫌気がさし、「ナーサラと愉快な鬼マフィア」にてクローンアサギの元へ転がり込んだ。また、つまみにはこだわっており、専属の料理人を用意するほどの食通として知られている。
ユーリ/ふうま 雪晴（ふうま ゆきは）
声 - 蒼桐かこ
フリーの暗殺者兼情報屋であり、雪の魔娼という異名を持つ。相手を魅了する邪眼・魅眼を持つが、使用すると痛みが走るというデメリットがある。このため、普段は目を覆っているが、視覚には影響はない。また、同様の理由から通常の戦闘では二つの小太刀を使うが、刀のうちの一本は常に隠している。
ヨミハラで美琴と出会って以降は、彼女の元で邪眼の治療を受けている。
もともとはふうま宗家の分家の出身で、先天的な視覚障害があり、卍鉄の主導により戦死した関係者の邪眼を移植されている。井河一門との戦いの中で両親を殺された際、魅眼に目覚め、その能力を利用して自分が死んだことにさせている。
しばらくはヨミハラで美琴の治療を受けていたが、チャプター43「闇に咲く雪の花」にて、両親の仇である艶川百之介との戦いの中で自らの両目をつぶしたことで、本来の忍法である冥遁の術が発露し、百之介を撃破する。その後、美琴の治療により、魅眼と冥遁の術の双方が使えるようになる。
ミミズが大の苦手。
ミレーヌ
ミリアムの弟子のひとり。
グィネヴィア
ミリアムの弟子のひとり。もともとは父ボルティゲルンとともにスラム街で暮らしていたが、アイアンサイドによる強制労働の後遺症で父親を亡くした後に、ミリアムの元へ弟子入りした。また、クローンアサギの計らいにより、静流の店で働いている。

### 犯罪組織など
葛城
ヨミハラを拠点とし、中華連合系の竜門と同盟してノマドと敵対している魔族系の独立組織・土雲のトップである高位魔族で、蜘蛛の貴婦人の異名を持つ。魅了を使って人間を操り人形にする執事の重森を従えている。燐、六穂、深月の3人を圧倒する強さを見せたが一計を案じた深月の策に敗れる。
デュークマッスル
ヨミハラを拠点とするマフィア・ムスクルスの首領で、甥のマッスルジョーのことをかわいがっている。
ヤマタノオロチ
声：伊月
ヨミハラを拠点に活動する傭兵で、鬼族の中でも神話級と呼ばれる存在である。金に汚く、依頼主を裏切ることもある。大酒飲みかつ刹那的な生き方をしている。
ミスター・フール
ヨミハラで一、二を争う大カジノ『ラビリンス』の支配者。表向きはマスコットキャラを演じている。変身能力を持つ。
アイグレー
ヨミハラを拠点とするギャング団の女ボス。ドロレスにネット工作で壊滅させられたため、恨みを晴らすべく部下と共に｢東京・エンターテイメント・フェスティバル｣に乗り込んだ。
タクシャカ
蛇神ナーガ族の三族長の一人で、ヨミハラのナーガ族の長でもある。表の世界では『矢崎玲子』と名乗り、実業家をしている。内調と連携しており、アミダハラ監獄副看守長の阿用を買収し、幽閉されていた井河扇舟の脱獄の手引きをした。
ネイス
魔界マフィア・鬼哭のヨミハラ担当者で、ラグナロクの腹心に当たる。

### ヨミハラ住人
アルフォンス
声：夜空ナガメ
小太郎と若いさくらがアルバイトで知り合ったオークの傭兵。幾多の戦場を渡り歩いた歴戦のオーク傭兵で、ヨミハラ随一の傭兵と謳われる。オークにしては面倒見がよく気の良い性格の持ち主。
メルシー
声：中家志穂
ケットシー。もともとは単なる猫で、メルシーという名は、飼い主の今際の言葉からつけた。飼い主の死後、偶然出会ったケットシーによって同族となった。
クラクル
声：藤井ねここ
ヨミハラ在住の猫の獣人で、メルシーとは知り合いである。
カノン
声：宮森ゆう
クラクルの細胞から人工的に生み出された猫の獣人。クラクルとは知り合い。
セルヴィア・ローザマリー
声：柏木逢花
ヨミハラの住人で、造花づくりの内職をしている。魔界貴族ローザマリー家の最後の生き残りで、かつての使用人であるリーナとは交流を保っている。反乱で家を滅ぼされた後、家に伝わる魔術ローザ・プリズムを自力で習得している。
ナドラ
声：鹿瀬紫卯
アルフォンスの知り合いのダークエルフの女性。右目が魔眼となっており、時や力、さらには運命の流れを見ることができる。
普段はヨミハラのホテルに隠遁している。
陳春桃（ちんしゅんたお）
声：東シヅ
ヨミハラの中華料理屋『味龍』の店主の一人娘。
葉月
『味龍』の従業員である人狗族の少女。
シャオレイ
『味龍』の従業員である鬼族の少女。
SB-001炎王（えんおう）
声：Lee
米連と日本の消防当局が協力して開発した消防車兼消火用耐火パワードスーツで、ヨミハラの消防を担っている。なお元炎王の整備班の一部は、ノマド系組織「沙無羅威」の傘下に入り、巨大ロボット・バレットレイン号の製造に携わっている。
チアル
声：義仲愛
動画配信で生計を立てる魔族の女性。頭の悪さゆえにトラブルが絶えず、追い出されるように人間界に来た際に、動画配信好きの女性と出会い、彼女とともに動画配信をしてきた。その女性が死した後も動画配信を続けている。
「陰陽念流の剣士」にてヨミハラで動画配信を行った後、ヨミハラに移住している。
他者言及
ゴブリンXは、配信中という理由をつければ登場させる場面を選ばない便利なキャラクターであるとしている。

## 内閣情報調査局
峰 舟子（みね ふなこ）
内閣情報調査局の局長。芝居がかった言動を特徴としている。得体の知れなさに加え、台湾危機の時点で陸上自衛隊の参謀部にいたため、同時期作戦に当たっていた山本からは妖怪にたとえられている。その正体は星舟である。
ナイトウ
内閣情報調査局の情報官であり、荒事を担当する。陸自と内調の技術によって身体のほとんどが機械化されている。本名は内藤荒比古。
井河 影臣
内閣情報調査局の構成員にして、井河家長老衆の一員。
異能系忍法・影縫いの術の使い手であり、自身の身体と影を入れ替えることができる。
鉄華院 卍鉄/ミランダ・クローゼット
ふうま抜け忍衆の頭目で、弾正の元側近。もともと邪眼の移植を主導しており、ユーリや百之介への邪眼の移植にもかかわっている。
骸佐の叛乱から数年前に、抜け忍衆を脱退した天音を追うが、天音と小太郎によって撃破された末、抜け忍衆に加わらなかった文庫によってとどめを刺された。
その後、内調の協力を得て、センザキを拠点とするギャングのボス、カール・クローゼットの娘ミランダの肉体を義体にする形で復活を果たし、内調の構成員となる。
「トラジローはじめてのおつかい」では、メイジャーと組んでアミダハラ監獄に収容されていた特A級の凶悪犯罪者を脱走させる任務の一環として、監獄の所長にして自身の妾腹の娘・カヲルに接触する。また、同シナリオにおいて、「お母さん」を自称するなど、自己認識が若い女性になりつつあることが示唆されている。
邪眼・天津麻羅の使い手であり、金属を変形させることができる。
メイジャー
声：桐咲みこ
内調の構成員である女サイボーグ。もともとは"G"の一員だったが、災禍の確保に失敗して小太郎らに捕まる。その後、Gの方針に反発し、内調に鞍替えする。内調では裏方として作戦に従事していた。五車決戦で災禍への復讐に失敗したのち、はぐれサイボーグとしてGからの刺客に追われながら生きている。
荒々しい性格だが、面倒見は良く、指示にはきちんと従う。

斉藤 半三
半次郎の双子の弟。兄よりは話の分かる人物である。
ルイス
アルフォンスの実弟。五車決戦にて降伏し、以降は五車学園の用務員として働いている。

## 東京キングダム

### 二車忍軍
二車 骸佐（にしゃ がいざ）
小太郎と蛇子の幼なじみ。ふうま一門の頭目衆の一人である二車家の当主であり、小太郎とは遠縁の親戚でもある。戦いの中で肉親を亡くし、対魔忍への復讐とふうま一門の復興を望んでいる。昼行灯の小太郎ではなく自分がふうま一門の当主を継ぐべきだという考えから対魔忍と敵対する。その後、二車家の抜け忍たちを中心とした「二車忍軍」を立ち上げ、東京キングダムの五強の一角となった。
異能系忍法・邪眼「夜叉髑髏」によって戦死者たちの怨念を自らの強化に役立てている。
開発スタッフによる言及
そのだは第一部における骸佐について、小太郎とは違った魅力を確立できず、無軌道な行いをしてきた結果、かかわったキャラクターの評価がおちてしまったと、2025年のブログ記事の中で振り返っており、とあるシナリオで骸佐と言葉を交わしたアスタロトに失望する反応があったときは驚いたと述懐している。また、そのだは骸佐のキャラクター性について、目的のためなら部外者を巻き込んだり部下を見殺しにするわりに、自分が殺した者についていつまでもくよくよ考えるという、対魔忍としてはあるまじき「やさしさ」であると語っている。

#### 幹部
土橋 権左（どばし ごんざ）
声：八汐優
二車家の執事。主である骸佐には絶対的な忠誠を誓っており、主の頼みであれば自らの肉親を手にかけることもためらわない。土遁の術と槍術を組み合わせた戦法をとり、槍の権左の異名を持つ。
組織全体を見据えており、CDウイルス事件で東京キングダム内の龍門の縄張りを手にした後は、娼館嫌いの骸佐に代わり、彼らとの交流を続けている。
八百比丘尼（やおびくに）
声：雨森りこ
二車家の上忍であるくノ一で、初代ふうま小太郎の時代から仕えているとされている。他者の生命エネルギーを吸い取って自らのものとし、さらには吸い取った相手を半魚人のような異形の怪物へと作り替える邪眼「人魚の碧眼」を持つ。
楽 尚之助（がく しょうのすけ）
二車幹部の一人で、幼少期の小太郎にとっての兄貴分。二刀流の居合の使い手で、アサギ同様隼の術も使う。
組織内では、情報収集や、各人に対して指示を出したりフォローする役割を担う一方、彼らの勝手な行動に振り回されている。
鬼蜘蛛 三郎（おにぐも さぶろう）
声：卯眠ざくろ
二車幹部を務めるセーラー服姿の少女であり、鬼蜘蛛家の18代目当主。忍法・獣遁の術によって、鬼蜘蛛と呼ばれる巨大な蜘蛛を操る。
幼くして先代当主である祖父から鬼蜘蛛三郎の名を継いでおり、その名前と自らの頭領である骸佐のことをとても誇りに思っている。
同年代である雫相手に大人びた態度をとる一方、相棒である鬼蜘蛛・大五郎の操縦が不十分であるなど未熟なところがある。また、人間を大五郎に食べさせることに何のためらいも見せない一方、ドローンアントに驚くなど、臆病な一面を持つ。
矢車 弥右衛門（やぐるま やえもん）
二車幹部を務める男性。水以外の無機物と一体化する異能系忍法・隠れ身の術「無形秘儀」を使い手であり、無機物で作った分身を用いた人海戦術を得意とする。
黒騎 雫（くろき しずく）
声：南十字いっせい
二車幹部の一人である少年。武勇に長けた者を代々輩出してきた一族の中では珍しく、小柄で華奢な体格をしているが、身体能力は高く、天才的な戦闘の才能を持つ。
邪眼「盲目の赤蛇眼」によって、影から沸き上がる身体を黒い液体に変えて姿を隠したり移動する能力を持ち、雫自身はこの技を「闇の雫」と名付けている。また、この邪眼の応用として、闇の力で他者を操ることができる。その一方、空を飛んだり長時間連続して移動することは出来ず、一定間隔でジャンプする必要がある。

#### 構成員・協力者ほか
弩竜
骸佐の護衛である竜人（ドラゴニュート）。もともとは龍門の幹部だったが、CDウイルス事件によって組織が崩壊し、自身の名を冠したギャング団を率いていた。同じく元竜門系の娼館主で二車に下っていた愛園と結び復権を目指すが、戦いの末に離反が露見した愛園は粛清され自身も二車忍軍に下った。
古賀 優吾（こが ゆうご）
ヨミハラの片隅のバーのマスター。その正体は、幻を操る月遁の術“鏡花水月”の使い手にして、二車忍軍の“草”（潜入工作員）である。
ツバキ
声：かぐや凛子
骸佐の協力者である元対魔忍の傭兵。対魔忍側では戦死として記録されているが、実際は死の間際に魔性に目覚める形で復活を果たし、抜け忍となり、名字も捨てた。対魔忍時代から自らの血液を操る能力を有し、攻撃手段や自己強化に用いてきたが、魔性に目覚めた後は、他者からも血液を補充したり、自らの血流を高速化して身体能力を強化することも可能となった。
ファウスト
声：渦井ゆきの
ツバキを雇った女サイボーグ。本性を隠すため、普段は機械的な口調で話す。

### 獣王会
ワーウルフ
声：荒川虎鉄
東京キングダムを拠点とするギャングである狼男。本名は灰狼一郎太。
CDウイルス事件後、養父の後を継ぐ形で獣王会というギャング集団を設立し、東京キングダムの五強入りを果たす。
蛇子に惚れており、トラジローからはそのことをよく思われていない。
トラジロー
声：梅木ちはる
ワーウルフの妹分であるワータイガーの少女。
その一方、五車決戦後の出来事であるシナリオ「トラと天使とアルバイト」では、ヨミハラの中華料理店「味龍」にアルバイトとして働いており、店側から事情を伏せられたうえで扇舟のエプロンを貸与されている。
白熊タロー
獣王会の幹部である白熊の獣人。普段はのんびりしているが、酒が入ると手が付けられなくなる。
ブリジット
声：星空ユメ
魔界の氷雪地帯に住まう妖狐族の族長の娘。もともと妖狐族は狩りを好む種族であり、彼女も狩りが好きである。戦闘時は巨大な狐に変身する。一方で、人型の時は一般人より少し強い程度の力しか持たない。
CHAPTER33「激突！東京キングダム」の時点では、獣王会の一員として登場している。

### 鬼武衆
速疾鬼（そくしつき）
「五強」の一角である鬼武衆を率いる女鬼。女護島出身。大酒飲みで、フランシスとは飲み友達。
峠金鬼（とうげきんき）
鬼武衆の幹部で、傘を被った鬼。あらゆる攻撃を跳ね返す「鉄壁鬼流剣術」の使い手。ヨミハラを訪れる事も多く、傭兵アルフォンスとは馴染みで「金鬼のダンナ」と呼ばれている。
椿隠形鬼（つばきおんぎょうき）
鬼武衆の幹部。暗殺が得意。
長谷川風鬼
鬼武衆の幹部。
眠水鬼
鬼武衆の幹部。峠金鬼、椿隠形鬼、長谷川風鬼、眠水鬼の4人で鬼武衆 四鬼と呼ばれる。

### その他（東京キングダム）
マッスルジョー
五強体制になる前に東京キングダムで勢力を持っていた犯罪組織・マッスル団のリーダー。"G"と魔界の技術をやりとりしている。魔界の技術は自らの肉体改造にも使われており、金属の身体を持つほか、電撃を放つことも出来る。「毒も過ぎれば薬となる!?」で六穂に倒されて以降、「毒と復讐」では叔父のデュークマッスルが登場しているほか、「爆拳の対魔忍と呪われた美女」では彼のクローンをベースとしたカースジョーが登場している。

## センザキ
心願寺 紅（しんがんじ くれない）
声：かざりゆえ
ふうま一門の一つである心願寺家の当主で、五車とは別に対魔忍としての活動をしている。
幼少時は、特殊な出自故に幻庵以外の人物に心を開かなかったが、小太郎が彼女の出自を気にすることなく声をかけたことがきっかけで、他者にも心を開くようになったため、彼を大事な人として認識している。さらに、まりから小太郎の活躍を聞いて以降は、特別な感情を抱くようになる。
祖父の失脚に伴い、ふうまの里を去って以降は、従者である槇島あやめと共に独自に魔族との戦いに身を投じつつも、仮面の対魔忍から傭兵としての仕事を請け負っている。一方で、苦手分野である潜入などはあやめに任せている。
血縁上の父親である吸血鬼エドウィン・ブラックからは、高い身体能力を受け継いでいる。また、風の歪みを見つける神眼の力を持ち、彼女の技である「絶技・旋風陣」は風の歪みに切り込みを入れて相手を切る竜巻を発生させるものとなっている。
槇島 あやめ（まきしま あやめ）
声：伊東サラ
紅の従者で、心願寺家の下忍の一族の出身である。ある出来事で紅に命を助けられて以来、彼女の従者になったという経緯を持つ。
忍法「風読み」によって、周囲の風の流れを読み取り、未来予知や空間認識に役立てているほか、狙撃も得意としている。紅にとっては母親のような存在であり、馬超暗殺の任務の直前には、小太郎と再会した後の紅が変わってしまったことに気をもむ様子を見せた。
金崎 銃兵衛（かんざき じゅうべえ）
センザキの顔役で、カジノを切り盛りしている。かつては二車家に仕えており、小太郎や骸佐、さらには紅とは幼なじみの関係にある。
女性には優しいものの、軽い性格でデリカシーに欠ける発言をすることから、ナンパに失敗しやすい。自身の持つ邪眼・金色の丸い眼（サイクロプス）は視認した金属を操る忍法であり、これを生かして金属製の銃弾を無効化させることができる。
篝（かがり）
声：降沢れい
心願寺家の一員だった女性。弾正の反乱で死亡扱いになったことから、ヨミハラの魔科医に依頼して、自らの身体に妖魔の細胞を移植してもらうなど、自由に生きてきた。その後、紅を五車から追放した首謀者がアサギであると判断し、復讐を果たすために五車学園を訪れるが、紅の説得により、復讐を中止し、彼女の仲間となる。
エリカ・ブラックモア
声：梅原亜衣
フリーの傭兵。戦闘から諜報まで幅広くこなせる一方、料理は不得意であり、「カンザキ食堂」では子分のヤスとともに世話になった町中華を立て直そうとして悪戦苦闘していた。
海外の貧困地域から才能だけでのし上がってきた過去ゆえに、金には汚いものの、要領が良く、人から好かれやすい。

## アミダハラ
エウリュアレー
アミダハラに隠遁する魔女。小太郎に会いに東京キングダムを訪れて騒ぎを起こす。
古き神々の呪いによって両腕を失っているため、魔術「見えざる手」を使って二対の大剣を操作している。
また、遊びと称して魔術空間を作り出すほどの実力を有しており、トリックスターとして知られている。
人外のお諒
声：青井美海
アミダハラのナカノシマ地区を拠点とするナカノシマギャング団の幹部。天音とは協力関係にある。
ローレライ
ナカノシマギャング団の幹部。

### アミダハラ監獄
鉄華院 カヲル
声：杉原茉莉
二車家に仕えていた鉄華院家の当主で、アミダハラ監獄の所長を務めている。縛った相手の罪の重さによって鎖の強度が変化する、鎖遁の術の使い手である。
鉄華院家の前当主である卍鉄が妾に産ませた子であり、父のことを憎んでいる。
同様の理由から、闇の社会で生き抜くためには中立の立場をとるべきという考えを持っており、アミダハラ監獄をはじめ、日本国内に複数の拠点を置いている。「別れの夜会」では、そのひとつとしてヨミハラの高級クラブ「黒薔薇」が登場している
カウーラ
声： 愛遥花
アミダハラ監獄の看守長。頭が悪く、気楽な性格をしていると同時に、悪意なしに他者を餌食にするなど残酷な性格をしている。
得物である魔剣ニルガルは斬った相手の魂を吸い取るだけでなく、その魂による治癒を可能としている。スペース削減と称して斬った者たちの魂を売りさばくなど、看守としては不真面目である。
格式張った剣術の流派を嫌っており、剣の捌き方も本能をむき出しにしたような、変則的なものである。
阿用
副看守長。隻眼の人食い鬼。脱獄事件の手引きをし逃走した。

### アンネローゼとその関係者
アンネローゼ・ヴァジュラ
声：向井れん
魔刀・金剛夜叉を得物とする魔女剣客で、魔族と人間との混血である。アミダハラの高級住宅街にて「アンネローゼ探偵社」を営んでいる。
自らを悪と認識ているものの、独自の行動理念を持つ。
ミチコ=フルーレティ
アンネローゼの使い魔。その実態は異界の生命体である。
ノイ・イーズレーン
魔術師の老婆。アミダハラの下町にて「魔法堂」という土産物屋を営む。
凛子の祖母や、リリスとも面識がある。
音無 美樹
アンネローゼの仲間の少女で、明るく元気な性格をしている。1年前に消息を絶った兄を探すためにアミダハラ入りを果たして以来、町になじんでおり、町のならず者たちにも顔が利く。
バルド・バルド
東京キングダムやアミダハラに拠点を持つ魔術師。
エリザベス
情報屋を務めるドラァグクィーン。
アイシュワリヤ＝レイ
アミダハラの廃墟街・紅天楼のボスである占い師。
李 美鳳（リー・メイフォン）
アミダハラを拠点とするマフィア・九龍会の一員である女性。アンネローゼとは殺し合いになりかけるほど仲が悪い。

## 五行学園

### 教職員（五行学園）
吉備乃三鬼（きびの みき）
陰陽師育成機関・五行学園の校長を務める陰陽博士。押しが強いと同時に、自らの本心を表に出さない。
神村 東
声：中野志乃
舞華の姉で、五行学園の教師をしている。獲物である超科学陰陽決戦兵器・超絶鬼切は、様々な形に変形する機能があり、普段は野球のバットの形をしている。また、普段から愛用しているタバコは、魔の気配に反応する特殊な効果がある。
鬼壱 あずさ
声：奥寺かすみ
京都・六波羅の陰陽師で、かつては五行学園の教師もしていた。五行学園から五車学園に出向中に大人ゆきかぜの世界へ渡ってマウザの軍門へ下り、機械生命体の肉体を得る。現代に帰還後、さらなる改造を自らに施す。
もともと全盲だったが、養母の楓により心眼を開く術を学んだ経緯を持ち、前述の肉体改造も楓のかたき討ちの一環である。
凜子とは剣術仲間。
森乃 由子
大洋の魔女の異名を持つ魔女で、五行学園の魔術科に所属している。壱郎の祖母の弟子でもある。もともとは東坂北野学園の教師をしていたが、リリーと壱郎が巻き込まれたトラブルにより、3人そろって五行学園に編入した。
志木 麗佳
五行学園の教師で、剣士たちの怨念が妖魔化した式神・手長〈ウェポンアーム〉を使役する。

### 生徒（五行学園）
鞍橋ほくと
声：さいとうよしえ
五行学園の生徒。旧家の生まれで英才教育を受けてきたためか、融通が利かないところがある。一方で、アイドルやカフェ巡りに興味をいだいており、こっそり食べ歩くこともある。
双葉・リリー・ラムセス
声：青葉りんご
五行学園の魔術科の生徒。もともとはエジプトに住んでいたが、由子に師事するために来日した。壱郎を巻き込んだトラブルにより、五行学園へ移籍した。
橘 壱郎
五行学園の生徒で、大魔女の孫でもある。彼の家系からは悪い魔術師が7人も出たため、六波羅の監視を受けていたが、リリーが謎の露天商から買った古文書の呪いで触手の怪物と化したため、事態解決のため五行学園に移籍した。

## 魔界
リリス・アーベル・ビンダーナーゲル
声：中家志穂
伝説の魔女・リリスの孫娘にしてその名を受け継ぐ、高位魔族の少女。半人前の腕前に加え、性格も天然ボケであるため、祖母から受け継いだ才能と魔力を活かしきれていない。
ベリリク
リリスの従者である白い生物。その正体は先代リリスの頃から仕えていたメスの古代龍だが、リリスからはちょっと変わったしゃべる犬程度にしか思われていない。
カルメラ
魔界騎士。『ニーヴェオ』と『ニーヴェア』という顔のついた二つの盾を使い双貌のカルメラの異名を持つ。
ベオウルフ
魔界騎士。応竜騎士団団長にして竜殺しの英雄。王権が乱れたのに嫌気がさし隠遁生活を送っている。
他者言及
ゴブリンXはベオウルフのやる気がなくなった理由として、権力から遠ざけられたというよりはむしろ、政治的の中枢に近すぎたせいで政治的な事情に逆らえなくなったのではないかと推測している。
アデルハイト
ベオウルフに師事する女騎士。生真面目な性格。
アスタロト
声：伊東サラ
獄炎の女王の異名を持つ魔界貴族の一人。強者との戦闘を好んでおり、退屈で無ければ自分がだまされていようが気にしないという大雑把な性格をしている。同じく強大な力を持つエドウィン・ブラックとは古い知り合いだが、そりが合わないため、相互不干渉の立場を取っていた。
美琴とは知り合い同士であるほか、カヲルとは「黒薔薇」設立の経緯から親しい関係にある。
ウェスタ
声：疾風はる
アスタロトの側近であるダークエルフ。白い頭髪と黒い肌、そして赤い目という、ダークエルフとしては特異な容姿を持っていたため、災厄をもたらす子として幼少時から迫害を受けてきた過去を持つ。アスタロトは彼女を一個人として認めた存在であり、拾われて以降は忠誠を誓っている。また、アスタロトの元で実績を重ねた結果、彼女から貴族の称号と領土の一部を授けられている。
青い炎を操る能力を持つほか、近接格闘術にも長けている。

### 魔界九貴族とその関係者
マルジャーナ
ブレインフレーヤーの女王にして、魔界九貴族の一人。賢明卿の異名を持つ。なお、彼女は大昔に同族を連れて魔界へ移住してきただけであり、魔族とは別の種族である。
ビスマルク
魔界九帰属の一人・宰相卿であり、不在となっている魔界の王の代理を務めている。
ラグナロク
きららの母にして、高位鬼族の霜の鬼神の族長であると同時に鬼哭の創設者でもある。

#### 淫魔族
カーマデヴァ
淫魔族の王にして、魔界九貴族の一人である幻夢卿。
侍女の娘との間にリリムを儲けており、力の大半を譲渡したことで衰弱死する。ただし、彼自身は愛娘が政争に巻き込まれることを望んでおらず、彼女ではなく元対魔忍の不知火を後継者に指名した。
水城 不知火（みずき しらぬい）
声：ももぞの薫
ゆきかぜの母で、年齢はアサギよりも一つ年上である。
かつてはアサギの相棒として、初期の五車対魔忍を支えてきており、星舟のクーデターを鎮圧した実績を持つ。対魔忍たちからは任務中に消息を絶ったとして認識されているが、実際は淫魔族の幹部を務めている。
一見すると穏やかな性格だが、胸の内に熱いものを秘めている。また、夫を失った後、愛娘を五車に残し、世界を愛で包むべく、淫魔族に加わり、ついにはカーマデヴァから幻夢卿の座と死の力を受け継ぎ、魔人となる。
水遁の術に加え、逸刀流をも操る。
他者言及
ゴブリンXはBugBugによせた連載記事の中で、カーマデヴァはともかく、不知火も愛の人だとの認識を示す一方、胸の内を話すのが苦手なせいで大切な娘の人生がゆがみかけたと指摘している。
リリム
声：青葉りんご
サキュバスの少女で、ミナサキと共につるんでいる。金儲けが好きで、頭が悪くトラブルが絶えない。また、淫魔族の間では落ちこぼれとして知られている。
種族や勢力を問わず、誰とでも仲良く出来る。
その正体は、淫魔王カーマデーヴァの隠し子である。また、実父から力の大半を受け継いでいる。
ミーティア
声：月村美空
リリムとミレイユの友人であるサキュバス。リリムの態度にあきれつつも、彼女の自由奔放なところを魅力だと考えている。また、異性を魅了して死に至らせることを得意とするため、暗殺の依頼がたびたび寄せられる。
ミレイユ
声：かりんとうか
エリートのサキュバスで、人間界で呑気に暮らすリリムを淫魔の恥さらしとして、不満を覚えている。
イシュタル
淫魔族の幹部。淫魔王の血統を重視しており、人間である不知火が後継者に指名されたことを不満に思い、「王の子」を探している。
リリムが「王の子」と知った後は、特徴の似た別人を影武者に仕立てようとするなど、リリムを後継者にすべく行動を起こしている。
その後、姉のエレシュキガルの復活を知り、アンブローズを通じて和解を申し出る。
アンブローズ
声：百園シューイチ
高位の淫魔。性別を超越した美の頂点を極め、やがてはインキュバスの範囲を超え老若男女から精と愛を献上させる存在になることを目標にしている。鬼族のパワーを持つユフィ＆ソフィの双子のキックを片手で止める肉体派。また、女性に対しては自由自在に夢を見せて認識を操ることができる。鹿之助の性別を見誤り、その美しさに負けを認めた。淫魔王の後継者争いでは義により不知火に与する。
寛容な性格をしている一方、イシュタルを嫌っており、彼女が和解を申し出た際は直接的な言葉で罵倒していた。
ルル・マンハッタン
淫魔族の幹部で、アンブローズの側近である。アンブローズ直伝のQUEEN KUNG-FUを使う。特撮好きでニチアサ番組の女幹部をモチーフにした衣装を身にまとっている。敬愛するアンブローズに気に入られた鹿之助を試すため部下のドラァグクイーン3人組であるF・B・Q（ファンキー・ビースト・クイーンズ）を引き連れて挑戦してきた。

#### 死霊卿
テウタテス
魔界を支配する9貴族の一人。死霊卿または、屍の王（レイスロード）と呼ばれる。
死霊騎士（レヴァナント）と呼ばれる配下を抱えている。
ワイト
声：向井れん
死霊騎士の一人で、黄夜叉の異名を持つ。
エルヴィーラ
死霊騎士の一人。
ケルヌンノス
テウタテスの部下の一人。
アヌビス
ケルヌンノスの盟友。
モリガン
テウタテスの部下の一人。アンブローズの兄であり、かつては兄弟でカーマデヴァに仕えていた。
エレシュキガル
イシュタルの姉。もともとはカーマデヴァとイシュタルらによって封印されていたが、テウタテスによって封印を解かれ、幻夢卿の座を簒奪すべくテウタテスと組む。
シックスティ
エレシュキガルの側近集団・三淫魔の一人。60の疫病を操る力を持つ。
セブンジャッジ
エレシュキガルの側近集団・三淫魔の一人。

#### 紅血卿
カーラ
魔界九貴族の一人である紅血卿にして、ブラックの姉である。
マリカ・クリシュナ
声：御苑生メイ
カーラの側近で、律儀で責任感が強い。金竜騎士団に所属する魔界騎士であると同時に、暗殺者としての側面もある。ルーンが刻まれた一対のチェーンソー、シヴァを武器とする。

## 未来編

### レジスタンス
大人ゆきかぜ
声：氷室百合
並行世界の未来におけるゆきかぜ。反ブレインフレーヤー組織・レジスタンスのエース。自身の高い資質を制御する為の武器でもあったライトニングシューターを使わずとも雷遁を完全に制御していたり、姉でもあり幼馴染みである凛子の逸刀流の技を会得している。その強さから、雷神の対魔忍とも呼ばれている。
未来アスカ
声：手塚りょうこ
大人ゆきかぜの親友。時空超越実験の失敗により若返っている。同様の理由により、四肢もサイボーグ化以前のものに戻っているため、風遁の術を基本的な戦法として用いている。
舞華姐さん
並行世界の未来における舞華。
大人ゆきかぜと未来アスカによってレジスタンスに加えられたが、厳密にいえば構成員ではなく協力者である。

### Bandit
まり首領
声：藤井ねここ
反ブレインフレーヤー組織・Banditのリーダー。
魔神蛇子さま
Banditの主戦力で、首領まりの側近。大蛇の力に覚醒したことで、魔術を行使したり、魔神の触手を召喚することができる。ただし、寒さに弱く、寒い場所にいると若いころの姿に戻るうえ、視力も下がってしまう。

### その他（未来編）
アルサール
ブレインフレーヤーの一人。テセラックを用いて地球を支配した。
ギガース
バロネスの異名を持つ魔族で、自身の異名を冠したバロネスシティの支配者でもある。
メーティス
ギガースの側近。もともとはブレインフレーヤー製の機械人形だったが、テセラック破壊によって自由意志に目覚めた後はギガースと行動を共にしている。
若い紫

## その他
ゾクト (Zokuto)
魔界出身の奴隷商人。
蛇子失踪事件では、カオス・アリーナへの案内役として登場した。また、「錬金術師と狼男」でも情報屋のような存在として登場し、トラブルを巻き起こしている。
ミナサキ
声：葉月まぁち
リリムとつるむヤタガラス族の少女。独占欲が強く、それを奪おうとする者に対しては容赦しない。その一方で、自分のお気に入りに手出しをしない相手には寛容である。また、気まぐれなところがあり、一生懸命何かをしていたと思えば手を止めたり、他の作業に移る時がある。
ミナサキの妹
ヤタガラス族の少女で、ミナサキの妹。人語をしゃべることが出来ず、頭部もカラスのそれである。小太郎に助けられて以降、彼の家に住んでいたが、時子の口うるささについていけずに出て行き、夏休みの時点ではゆきかぜらと同居していた。
シュヴァリエ
声：柊奈々
魔界出身の錬金術師。貴族の出だが、研究や知識の収集以外への興味が薄く、人間界に複数の拠点を置いて研究を行っている。魔除けの研究の一環として、ゆるキャラにも興味を持っているほか、小太郎達と初めて会った時は桃の節句の研究の一環として十二単を着用していた。
ドラウグル・オーガスト
シュヴァリエの司書を務めるアンデッド。もともとはバルド・バルドの拠点を守る存在だったが、アンリードときららの共闘によって撃破された後、シュヴァリエによって蘇生され、司書として雇われた。
アンリード・ボニー
声：高梨はなみ
魔術師専門の賞金稼ぎで、人間界由来の科学と魔界の技術を合わせた拳銃・ジェットリボルバーを武器とする。また、知人であるシュヴァリエには身体に魔繍と呼ばれる特殊な刺青を施されており、その中でも移動速度を向上させる「ジャック・ローズ」を多用する。
セラステス
声：榊木春乃
ナーガ族の女傭兵。人間界にて、人間の手によって育てられたため、自力で人間に化ける方法を知らず、普段は特殊な仮面を使って人間に化けている。同様の理由で、自分の同族に会うことを悲願としており、ナーガ族の伝承を調べている。
ジュノ
声：民安ともえ
6月の女神にして、結婚および女性の家庭生活の守護神。長年にわたり女性の結婚の祝福を続けることに飽きてしまい、性格が悪くなっている。「ジューンブライド狂騒曲」では、アンジェと結ばれることを願ったA・B・Gによって封印されていた壺から解放され、彼らの意図に反して小太郎とアンジェを結び付けようとする。ベリリクとは知り合い。

## 反響
本作のディレクターの鱸旬夏は、本作のキャラクターの中で、鬼崎きららがユーザーからの人気が最も高かったと述べており、特に2019年のハロウィンに実装された【ハロウィンヴァンパイア】鬼崎きららがお気に入りに登録されている数が最も多かったと、2020年に発売された「対魔忍RPGX キャラクターコレクション」内のインタビューの中で話している。

## 評価
ゴブリンXは特定の話にしか出てこないキャラクターがいる点を惜しく思いつつも、2019年5月30日に投稿したレビューの中で、物語の構成上得心がいくとし、『RPGX』は対魔忍の物語であると述べている。
また、ゴブリンXは、2019年11月21日のレビューの中で「…（「嵐吹く夜に月光る」のボスキャラクターである魔蛭の）ほかに健康マニアだったり、紳士なシルクハット怪人だったり、『RPGX』は1回限りの敵ボスなキャラクターにも、ちゃんと気を使ってあるのが嬉しい。」とも評価している。